# João de Sousa Ribeiro
João de Sousa Ribeiro Jr. (Angra do Heroísmo, 8 de julho de 1840 — Angra do Heroísmo, 23 de maio de 1920), funcionário público e jornalista, redator e diretor político de O Angrense, órgão do Partido Progressista. Destacou-se como músico e regente de bandas.

## Biografia
Nasceu na freguesia da Sé (Angra do Heroísmo), filho de João de Sousa Ribeiro (1797 — 1866), oriundo da cidade do Porto e sargento-ajudante do Regimento de Voluntários da Rainha que chegou a Angra no contexto das movimentções de tropas liberais em apoio à regência de Angra. Seu pai foi compositor da primeira tipografia que existiu nos Açores, e mesmo passando à reserva, permaneceu nesse serviço até falecer. Foi irmão do jornalista e publicista Eduardo Augusto de Sousa Ribeiro, proprietário e editor do Portugal, Madeira e Açores.
Foi flautista de grande mérito e regeu várias filarmónicas com notável aptidão. Foi sócio fundador da União Popular Angrense e da Filarmónica Recreio dos Artistas (1877), de que foi o primeiro regente.
Foi trabalhador incansável no campo da música, tendo promovido grandemente o desenvolvimento musical na cidade de Angra do Heroísmo.